# Philip Johnson
Philip Cortelyou Johnson (Cleveland, 8 luglio 1906 – New Canaan, 25 gennaio 2005) è stato un architetto statunitense, tra i più influenti del XX secolo, teorico dell'International Style e del decostruttivismo.
È stato eletto Accademico d'Onore dell'Accademia delle arti del disegno ed è stato il primo architetto a vincere il Premio Pritzker nel 1979.

## Biografia

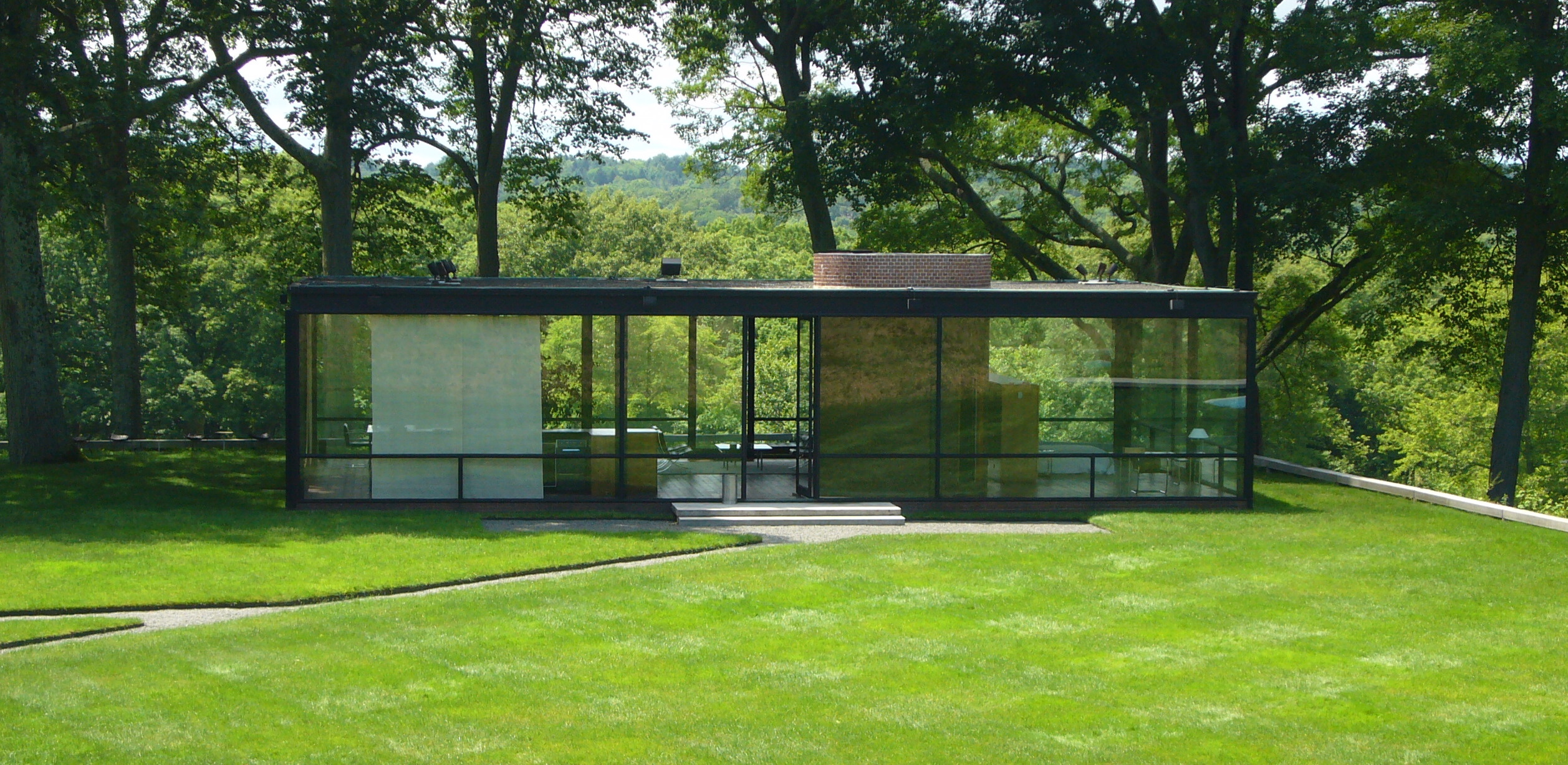
La Glass House a New Canaan, Connecticut, 1949

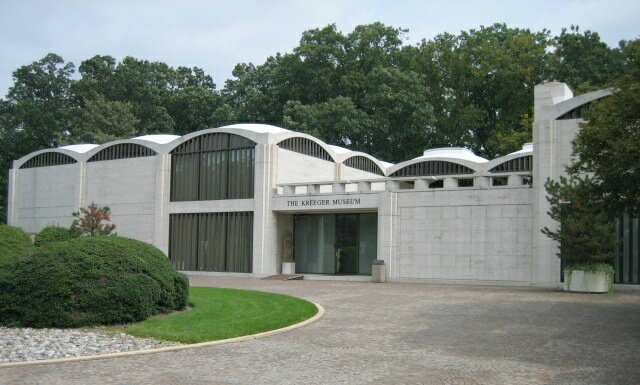
Il Kreeger Museum a Washington, 1963

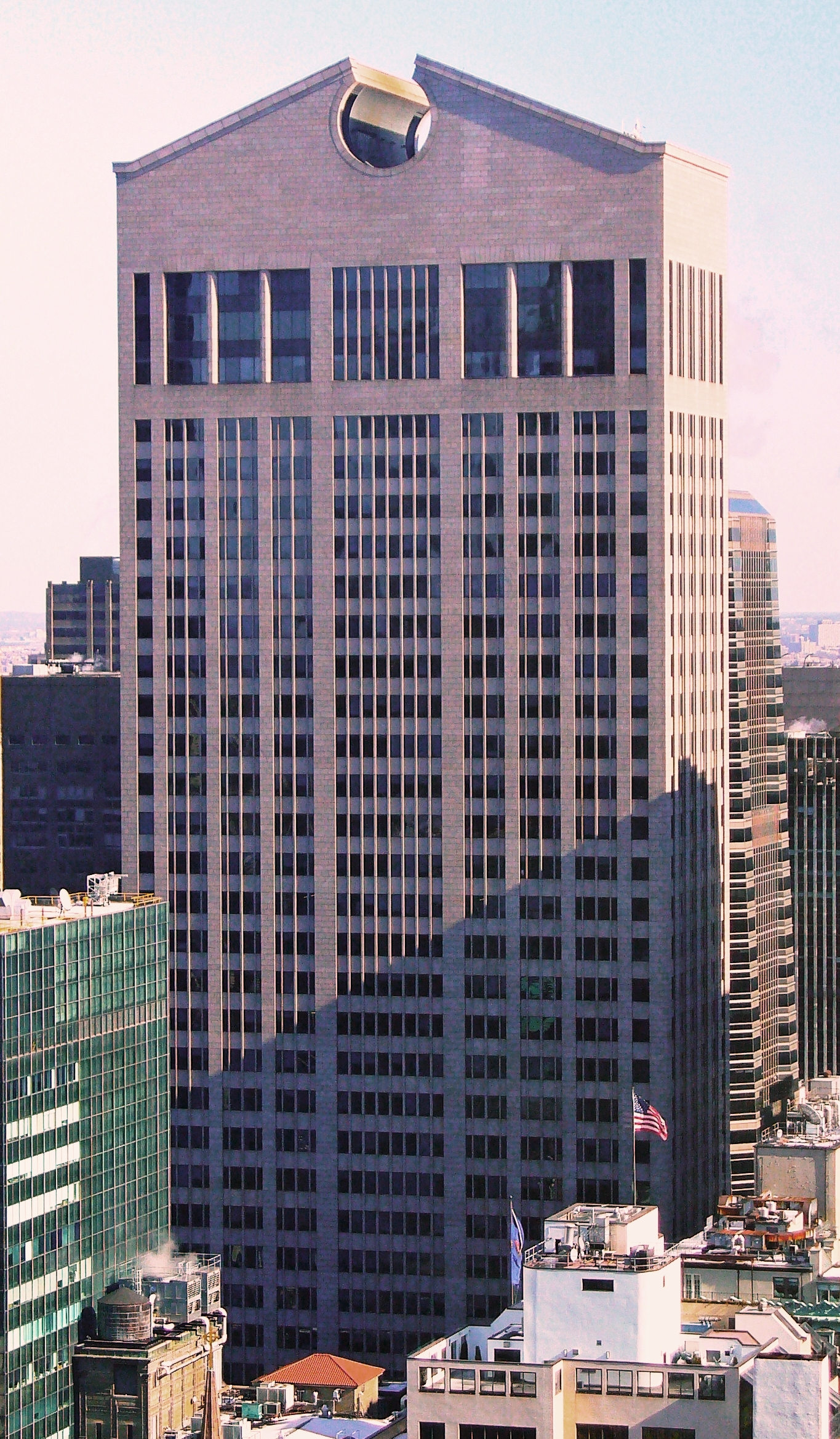
Il Sony Building a New York, 1984. È uno dei principali edifici della corrente postmoderna

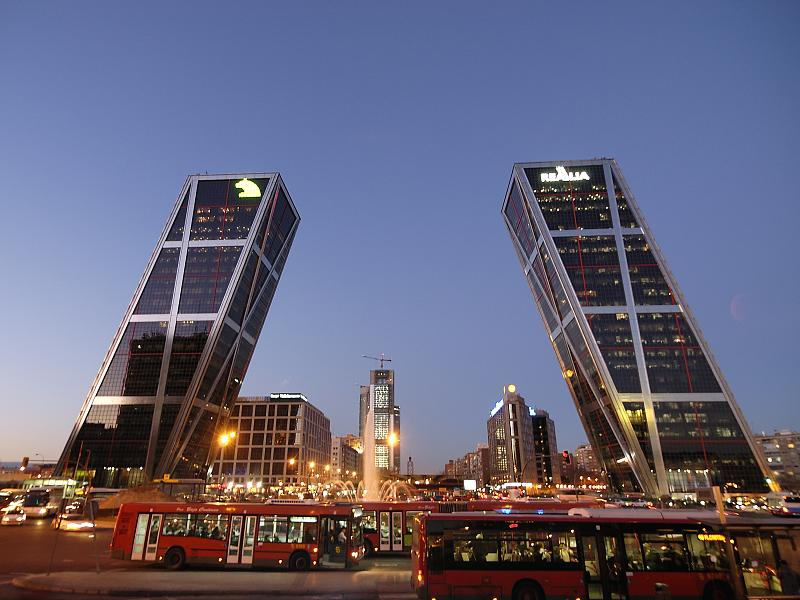
La Puerta de Europa a Madrid, 1996

Philip Johnson iniziò ad interessarsi all'architettura da giovanissimo, nel 1928, durante un viaggio in Egitto, dopo aver visitato i templi egizi del Cairo e a Menfi. Ma fu nel 1929 grazie ad Alfred Hamilton Barr Jr., docente di arte moderna presso il Wellesley College che decise di dedicarsi all’architettura. Barr, assunto da Abby Aldrich Rockefeller, come direttore del Museum of Modern Art di New York, spinse Philip Johnson ad iscriversi presso la Junior Advisory Commitee del museo, dove incontrò Henry-Russell Hitchcock, giovane e brillante storico laureatosi all'Università Harvard nel 1927.
Come sostiene Alba Cappellieri nel suo testo Dall'International Style al Decostruttivismo (ed. CLEAN 1996) la prima monografia dedicata all'architetto americano in italiano, Harvard rappresenta “l'anello di congiunzione” tra Hitchcock e Johnson; i due, dopo la laurea di Johnson nel 1930 in filosofia si incontrarono a Parigi per intraprendere un viaggio in Europa, dove nacque il progetto dell'International Style.
Morì nel 2005 a 99 anni nella villa di New Canaan, in cui aveva vissuto per 45 anni insieme al compagno David Whitney, deceduto solo sei mesi prima. I due avevano trasformato l'edificio in una galleria d'arte a cielo aperto.

## L'International Style
A partire da un progetto di un libro e poi con una mostra, Hitchcock e Johnson intendevano proporre in America i nuovi fermenti architettonici che divulgavano in Francia, Belgio, Paesi Bassi, Germania, Svezia, Danimarca, Svizzera e i loro principali artefici quali: Le Corbusier, Ludwig Mies van der Rohe, Jacobus Johannes Pieter Oud, Walter Gropius, Otto Haesler, Sigfried Giedion.
La mostra dal titolo “Modern Architecture-International Exhibition” inaugurata al MoMA di New York il 9 febbraio 1932 era volta a illustrare i criteri che definivano lo Stile Internazionale, come la regolarità, l'enfasi sul volume e l'eleganza intrinseca del materiale. La mostra composta da 66 opere realizzate tra il 1922 e il 1931 in 15 paesi, segnò il trionfo del Movimento Moderno negli Stati Uniti e l’anello di congiunzione tra l’architettura europea e quella americana.
Nel 1940 Johnson frequentò la Facoltà di Architettura di Harvard sotto la guida di Walter Gropius, e proprio a causa dell'eccessiva posizione funzionalistica del grande maestro, Johnson iniziò a negare le basi dell'Existenz-Minimum, esprimendo il suo vero credo nella realizzazione della sua prima opera, la Johnson House a Cambridge, nel 1942, chiaro omaggio al maestro tedesco Mies Van Der Rohe, da cui copiò l'esempio tipo della casa-corte del 1938.
È nel 1949 che però Johnson realizzò il suo più raffinato esperimento estetico: la Glass House a New Canaan; in questo progetto, si impose la chiarezza, l'autorità e la purezza del vetro come carica avanguardistica applicata tempo prima da Bruno Taut e Mies van der Rohe.

## Eclettismo funzionale
Con lo scioglimento del CIAM nel 1959, Johnson fu spinto a ricercare nella storia una nuova forma architettonica per poter ripetere “l'antico nel nuovo” in modo da poter attingere esempi arcaici in strutture moderne. Come si autodefinì Johnson durante una lezione tenuta a Yale nel 1958 «”…io sono prima un classicista strutturale e poi un eclettico funzionale…”»: era un classicista in quanto aveva bisogno di un programma stabilito da un cliente per il progetto, mentre era un eclettico perché era libero di vagabondare su e giù per la storia attingendo a forme preferite.
Secondo Peter Eisenman l'eclettismo invalida il rigore etico del funzionalismo legittimando le incursioni nella società iconologica della storia. Di questo periodo ne sono tipici esempi le realizzazioni del Pavillon a New Canaan nel Connecticut del 1962 e la Roofless Church a New Harmony nell'Indiana nel 1960.

## Il Postmoderno

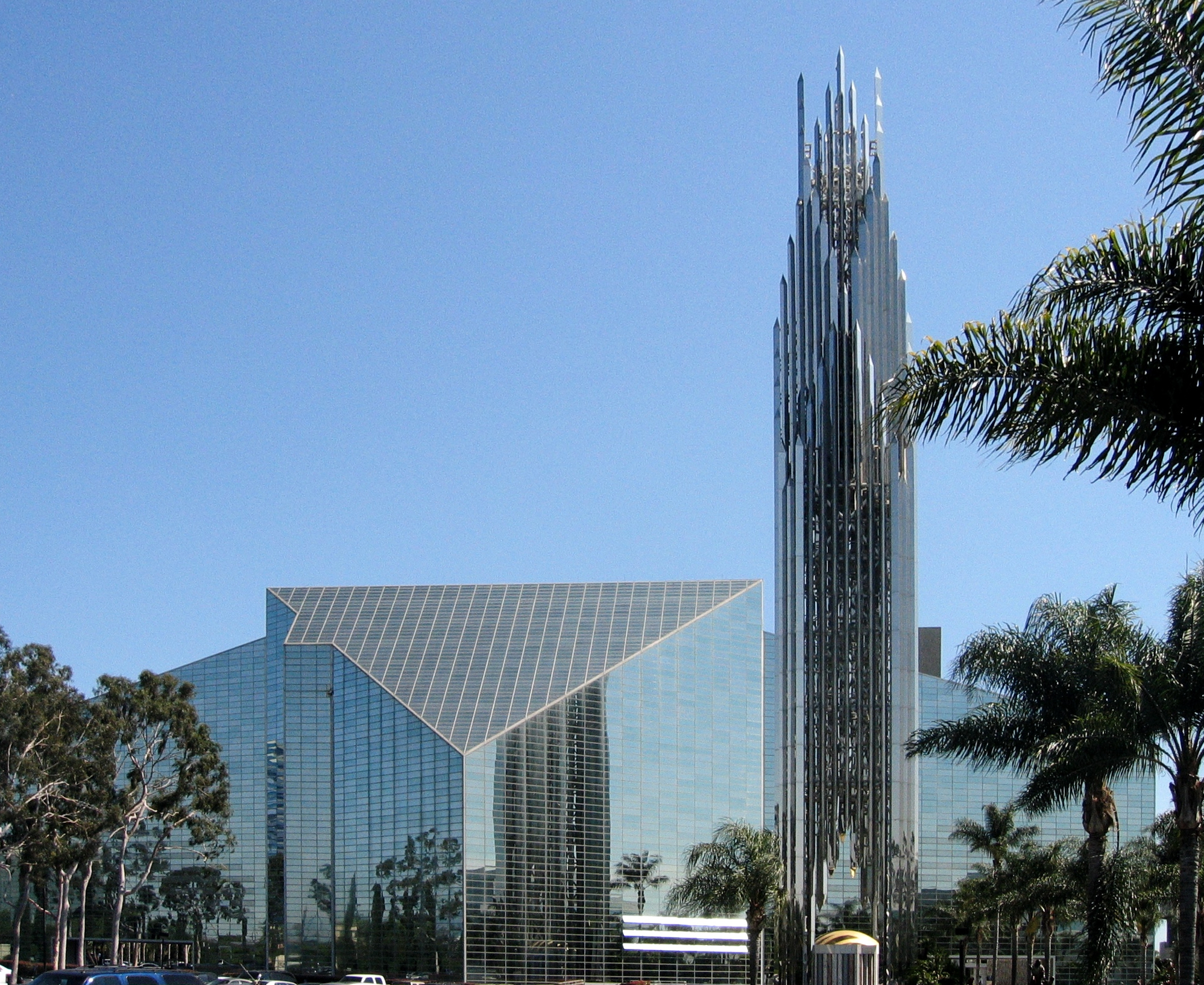
La cattedrale del Cristo, nota con il nome di "cattedrale di cristallo" quando era una chiesa protestante, a Garden Grove, California.

Nella fase post-moderna di Johnson si nota che la struttura prende la forma della scultura e la funzione incomincia a seguire una forma. Secondo Charles Jencks, nel suo libro “Il Linguaggio dell'Architettura Postmoderna” (Londra 1978), il post-moderno si può identificare in ogni edificio con divertenti ghiribizzi o immagini voluttuose, senza comunicare coerentemente perché sono codificati esclusivamente a livello estetico, quindi il termine Post-Modern va applicato solo a quei progettisti che concepiscono l'architettura come linguaggio.
Ne è un chiaro esempio l'AT&T Building (oggi Sony Center) realizzato con John Burgee tra il 1978 e il 1984, un grattacielo formato da uno scheletro in acciaio e vetro, imprigionato in una scatola di granito, ricco di riferimenti storici come Serlio e Brunelleschi per il portale, Hood per la facciata.
È proprio il modello in scala di questo grattacielo, tra le mani di Johnson, sulla copertina del Time dell'8 gennaio 1979 a sembrare quasi una enorme clessidra che sembra identificare il clima spazio-temporale che si stava vivendo particolare negli States, o meglio a New York, sede dell'economia mondiale. Con questa copertina per citare Giovanni Damiani nel suo testo “Continuità” (Bernard Tschumi-Skira/Rizzoli2003), «”… è Johnson a definire qual è lo stile scelto dal grande capitale per rappresentare se stesso dopo il cambio di strategie economiche post-Vietnam…”». L'edificio dell'AT&T è uno strumento pubblicitario per pubblicizzare il contenuto e il contenitore edilizio o meglio come dice Robert Venturi nel suo libro “Learning from Las Vegas” del 1968 è un “Mass-Medium”.

## Decostruttivismo
Nel 1967 il filosofo algerino-francese Jacques Derrida pubblica un libro “De La Gramatologie”, nel quale affronta il tema della decostruzione dal profilo filosofico. La parola “Decostruzionismo” è presente nella forma letteraria, mentre il “Decostruttivismo” è presente nei criteri architettonici.
Nel 1988 Johnson inaugura al MoMA di New York una mostra dal titolo “Deconstructivist Architecture” assieme a Mark Wigley, che non aveva comunque come obiettivo di individuare un nuovo stile. Vengono presentati i progetti di sette architetti: la Gehry House a Santa Monica (Los Angeles) del 1978-88 di Frank O'Gehry, The City Edge, un complesso a residenza e uffici a Berlino del 1987, di Daniel Libeskind, l’Edificio per appartamenti e la Torre di osservazione a Rotterdam del 1982 di Rem Koolhass, il Biocenter dell’Università a Francoforte del 1987 di Peter Eisenman, The Peak a Hong Kong nel 1982 di Zaha Hadid, il Rooftop Remodeling a Vienna del 1985, un edificio per appartamenti a Vienna del 1986, lo Skyline ad Amburgo del 1986 della Coop Himmelblau di Wolf D. Prix e Helmut Swiczinsky e il Parc de La Villette a Parigi del 1982-85 di Bernard Tschumi.
L'architettura decostruttivista, a giudizio di Johnson, non rappresenta un movimento; non è un credo. Non ha tre regole da rispettare. È la confluenza del lavoro di alcuni importanti architetti che mostra un approccio simile che hanno in comune la produzione di forme assai simili.
Le opere presentano un denominatore comune rappresentato dall'uso di piani inclinati, deviazioni angolari, e sovrapposizioni volumetriche volte tutte ad una nuova poetica dai confini internazionali e dal lessico unitario.
Benché dai singoli architetti il termine decostruttivismo non venga completamente accettato, la mostra darà inizio ad un uso massiccio di questa parola che deriva da Johnson stesso, realizzando in questo “stile” diverse opere.

## Selezione di opere
- Johnson House, 1942, Cambridge
- Glass House, 1949, New Canaan
- Johnson Estate, 1949-1996, New Canaan
- Rockfeller Guest House, 1950
- Art Museum Of South Texas, 1972, Corpus Christi
- Pennzoil Palace, 1976, Louisiana
- General American Life Insurance Company, 1977
- Thanks Giving Square, 1977, Dallas
- Neiman Marcus, 1982, San Francisco
- Sony Building, 1984, New York City
- P.P.G. Palace, 1984, Pittsburgh
- 53RD AT 3RD “Lipstick Building”, 1986, New York City
- Porta d'Europa, 1995, Madrid

## Opere complete
- Philip Johnson House, Cambridge, Massachusetts, 1943.
- Johnson House, "The Glass House", New Canaan, Connecticut, 1949.
- John de Menil House, Houston, Texas, 1950.
- Mrs. John D. Rockefeller III Guest House, New York, 1950.
- Hodgson House, at New Canaan, Connecticut, 1951. (con Landis Gores)
- Oneto House, Irvington, New York, 1951. (con Landis Gores)
- Reattore Nucleare a Rehovot, Israele, 1960.
- Amon Carter Museum of Western Art, Fort Worth, Texas, 1961.
- Museum for Pre-Columbian Art, Dumbarton Oaks, Washington, 1963.
- Kline Geology Laboratory, Yale University, New Haven, Connecticut, 1965 (con Richard Foster)
- New York State Theater, Lincoln Center, New York, 1964 (con Richard Foster)
- Epidemiology and Public Healh Building, Yale University, New Haven, Connecticut, 1965.
- Kline Science Center, Yale University, New Haven, Connecticut, 1965. (con Richard Foster)
- Henry L. Moses Institute, Montefiore Hospital, Bronx, New York, 1965.
- Bielefeld Art Gallery, Bielefeld, Germania, 1968.
- John F. Kennedy Memorial, Dallas, Texas, 1970.
- Philip Johnson Sculpture Gallery, New Canaan, Connecticut, 1970.
- Albert and Vera List Art Building, Brown University, Providence, Rhode Island, 1972.
- Tisch Hall, New York University, New York, 1972. (con Richard Foster)
- Andre and Bella Meyer Hall of Physics (facciata), New York University, New York, 1972. (con Richard Foster)
- Pennzoil Place, Houston, Texas, 1976. (Johnson-Burgee)
- Garden Grove Church (the Crystal Cathedral), Garden Grove, Los Angeles, California, 1978. (Johnson-Burgee)
- AT&T Building (ora Sony Center), New York, 1984. (Johnson-Burgee)
- Museum of Television and Radio, West 52nd Street, New York
- 1 Central Park West, New York (con Alan Richie)
- One Detroit Center, Detroit, Michigan, 1993

## Omaggi
Assieme a Richard Rogers, esponente della contemporanea corrente dell'architettura high-tech, Johnson è stato citato nella canzone di David Bowie Thru These Architect's Eyes contenuta nell'album 1.Outside del 1995, che inizia: 
Is delay just wasting my time

Looking across at Richard Rogers

Scheming dreams to blow both their minds»
È apparso in numerose interviste, documentari e nel film sull'architetto Louis Kahn "My Architect" di Nathaniel Kahn.